# Sega Rally
Sega Rally ist eine Rennspiel-Serie des japanischen Computerspielherstellers Sega.

## Sega Rally Championship
Sega Rally Championship ist ein von AM3 entwickeltes Arcade-Spiel basierend auf dem Sega-Model-2-Bord. Das Spiel erschien 1995 in den Arcade-Hallen. Ein Jahr später wurde es für den Sega Saturn und Windows portiert. Die PC-Version lag auch mitunter den 1996 aufkommenden 3D-Grafikbeschleunigerkarten mit etwa dem Voodoo-Graphics-Chipsatz von 3dfx als Zugabe bei.
Im Zuge der einsetzenden Welle an 3D-Games war das große Merkmal von Sega Rally die Möglichkeit, auf verschiedenen Oberflächen (einschließlich Asphalt, Kies und Schlamm) zu fahren. Entsprechend ändert sich das Fahrverhalten. Aufgrund dessen gilt Sega Rally als einer der Pioniere und Meilensteine in der Entwicklung des Rennspiel-Genres `Rallysport`. Das Magazin Retro Gamer bezeichnete es als das beste Rennspiel aller Zeiten.

## Sega Rally Championship 2
Sega Rally Championship 2 ist der Nachfolger von Sega Rally Championship.
Es handelt sich ebenfalls um ein Arcade-Rennspiel, welches von der Entwicklungsabteilung AM3 der Firma Sega produziert wurde. Es wurde 1998 als Arcade-Automat und 1999 als Dreamcast-Version veröffentlicht. Auch für Windows-PCs gibt es eine Umsetzung.
Grafisch war das Spiel dank der Dreamcast-Hardware für damalige Verhältnisse sehr ansprechend. Die Tatsache, dass das Spiel sowohl als Arcade- als auch als Dreamcast- bzw. PC-Version erschien, macht es zu einem Beispiel dafür, dass zu dieser Zeit erstmals die Konsolen und Personalcomputer die grafische Überlegenheit der Arcade-Automaten relativierten.
Folgende Spielmodi sind wählbar: Arcade-Modus, Championship, Training, Time Attack und 2-Spieler-Kampf.
Außerdem beinhaltet das Rennspiel einen 10-Jahre-Meisterschafts-Modus. Dies ist ein besonderer Karriere-Modus, bei dem man alle Rennen eines Jahres erfolgreich beenden muss, um ins nächste Jahr vorrücken zu können. Während der Dauer eines Jahres fährt man dabei unter verschiedensten Witterungsbedingungen und zu unterschiedlichen Tageszeiten. Pro abgeschlossener Rennsaison wird dabei ein neuer Wagen freigeschaltet.
Die Dreamcast-Version des Rennspiels kann wahlweise mit dem Dreamcast-Controller oder mit einem Lenkrad-Peripheriegerät gesteuert werden.

## Sega Rally 3
Sega Rally 3 ist der Arcade-Nachfolger zu Sega Rally 2, entwickelt von SEGA Racing Studio und von Sega veröffentlicht. Das Spiel erschien am 30. Juni 2008 in den amerikanischen Arcade-Hallen.

### Arcade-Automaten-Konfigurationen
Sega Rally 3 gibt es in vier verschiedenen Arcade-Automaten-Konfigurationen: eine große Deluxe-Motion-Variante, eine Deluxe-Variante, eine kleinere Variante und schließlich eine Variante für einen einzigen Spieler (Nur für den US-Markt). Die Deluxe-Motion-Variante enthält einen 62"-HDV-DLP-Monitor und ein Dual-Aktuator-Bewegungssimulationssystem, das den Spielersitz bewegt. Bis zu sechs Arcade-Automaten können für Multiplayer-Rennen verknüpft werden.

### Sega Rally Online Arcade
Sega Rally 3 wurde im Jahr 2011 auf Xbox Live Arcade und PlayStation Network als Sega Rally Online Arcade veröffentlicht. Es ist im Wesentlichen das gleiche Spiel, jedoch mit ein paar Änderungen im Schwierigkeitsgrad als auch einem zusätzlichen Online-Multiplayer.

## Sega Rally (2007)
Sega Rally (In den USA Sega Rally Revo) ist ein Offroad-Rennspiel und der vierte Teil der Sega-Rally-Serie. Das Spiel wurde für PC, Xbox 360, PlayStation 3 und PlayStation Portable am 28. September 2007 in Europa veröffentlicht. Es wurde simultan zu Sega Rally 3 (Arcadespiel) von SEGA Racing Studios entwickelt und von Sega vertrieben. Die PSP-Version wurde im Gegensatz zu den anderen Versionen von Bugbear Entertainment entwickelt. Wesentliches Merkmal dieser Variante von Sega Rally ist die Möglichkeit, den Untergrund zu deformieren. Reifenspuren und Ähnliches bleiben somit während des Rennens als Spurrillen auf der Strecke erhalten.

### Spielprinzip
Es gibt insgesamt 34 Fahrzeuge, die jeweils in drei Gruppen unterteilt werden: Premier Class (4WD-Autos), Modified Class (2WD-Autos) und Master Class (meist klassische Rally-Autos). Es gibt auch einige Bonus-Autos, welche bei Spielfortschritt freigeschaltet werden. Zu den Bonus-Autos gehören Dakar-Typen, Buggys etc.
Abgesehen von den Bonus-Autos, hat jedes Auto jeweils drei verschiedene Bemalungen sowie zwei Setups. Das Setup ist entweder off road, mit besserem Grip auf losem Untergrund oder Asphalt, mit besserer Höchstgeschwindigkeit und mehr Grip auf harten Oberflächen. Die verschiedenen Umgebungen verfügen alle über drei Spuren (von denen einige auch in umgekehrter Richtung gefahren werden – zu einem anderen Zeitpunkt des Tages) und werden durch steigenden Spielfortschritt im Championship-Modus freigeschaltet.

### Entwicklung
Das Spiel wurde von SEGA Racing Studio in Solihull, England entwickelt. Es gibt über 30 verschiedene Rally-Autos zur Auswahl, in sechs unterschiedlichen Umgebungen, mit insgesamt 16 Strecken. Das Spiel wurde mit der GeoDeformation-Engine entwickelt, welche das Gelände dynamisch verformbar macht. Zwei Spieler können gleichzeitig Rennen im Split-Screen-Modus gegeneinander fahren, während im Online-Multiplayer bis zu sechs Fahrer gegeneinander antreten können.

### Rezeption
Das Spiel wurde von der Fachpresse überwiegend positiv bewertet. Hauptsächlich wurde die direkte und leicht erlernbare Steuerung, die detailreichen, scharfen Texturen sowie die abwechslungsreichen Kulissen gelobt. Hingegen wurde die Gummiband-KI, der zu hoch angesetzte Schwierigkeitsgrad und die geringe Anzahl an Strecken kritisiert. Das Online-Magazin 4Players schrieb dazu: „Das neue Sega Rally ist Arcade-Racing in Reinkultur! Der gelungene Fahrspaß steht ganz klar im Mittelpunkt dieser Schlammschlacht.“
Die GamePro meinte: „Die Fahrphysik mag nicht immer realistisch sein, bleibt aber jederzeit nachvollziehbar. Und es macht einen Heidenspaß zu sehen, wie die Autos nach und nach die Strecke umackern und sich dabei gehörig einmatschen. Zumal die Spurrillen und Pfützen nicht nur klasse aussehen, sondern auch spielerische Auswirkungen haben. Darum: Ingenieure greifen zu Colin, wer aber unkompliziert durch den Schlamm schlittern möchte, steigt bei SEGA Rally ein. 10 / 10“
Hingegen die eher negative Kritik von der englischen Seite GameTap: „Revo is moderately fun at best. The sense of speed is decent. The sense of control, power, and precision per car is hard to distinguish for the majority of vehicles, and there is nothing wacky, silly, or distinct about the game that provides that creative hook that other racing games such as Daytona USA, Colin McRae Racing, or Gran Turismo provide. In short, Sega Rally Revo is disappointing.“
Bei Metacritic erreicht die Windows-Version 74/100, die PS3-Version 75/100, die Xbox-360-Version 77/100 und die PSP-Version 74/100. Auch die Metascores der Website GameRankings bewegen sich in diesem Wertungsbereich.

## Unterschiede von Sega Rally Revo, Sega Rally 3 und Sega Rally Online Arcade
Bei Sega Rally Online Arcade handelt es sich um einen Port vom zusammen mit Sega Rally Revo simultan entwickelten Arcade-Titel Sega Rally 3. Inhaltlich ist Online Arcade, abseits des hinzugefügten Online-Modus, gleich mit Sega Rally 3, während Sega Rally Revo deutlich mehr Inhalt bietet. Die drei aus der Arcade-Version übernommenen Strecken Tropic, Canyon und Alpine weisen aber eine andere Streckenführung auf als die Spielhallenversion. Auch orientiert sich die Steuerung und die Kameraeinstellung der Fahrzeuge nicht an Sega Rally Revo, sondern am Arcade-Vorbild Sega Rally 3. Die größte Änderung im Vergleich zur Arcade-Version, also Sega Rally 3, ist der heruntergeschraubte Schwierigkeitsgrad, damit das Spiel einfacher zu erlernen ist.